# Sóc com sóc
Sóc com sóc fue una serie de televisión española de humor emitida en TV3 en 1990. Tuvo 13 episodios.
Alberto Closas interpreta el papel del propietario de unos grandes almacenes de Barcelona, Carles Ribalta, viudo, que con sus familiares y colaboradores vive una serie de acontecimientos que irán cambiando el ritmo normal de su vida.

## Reparto principal
- Alberto Closas
- Montse Guallar
- Emma Vilarasau
- Montserrat Salvador
- Julián Navarro
- Carles Sabater